# Browar Jagiełło
Browar Jagiełło – browar regionalny założony w 1993 roku przez Lucjana Jagiełłę. Zakład znajduje się na terenie dawnego punktu usługowego PGR w miejscowości Pokrówka pod Chełmem.
Browar specjalizuje się w produkcji piwa z zastosowaniem klasycznych metod warzelniczych. Jest członkiem Stowarzyszenia Regionalnych Browarów Polskich i Stowarzyszenia Ekologia Polska.
W ostatnich kilku latach zakład został rozbudowany. W 2010 r. odnotował zwiększenie sprzedaży swoich wyrobów na terenie Polski o 60%.

## Produkty
Lager
- Jagiełło Light
- Jagiełło Gulden
- Jagiełło Mocny
- Jagiełło Special
- Jagiełło Lipcowe
- Jagiełło Miodowe
- Jagiełło Origo
- Nałęczowskie Jasne Mocne

Piwo ciemne
- Jagiełło Magnus
- Jagiełło Magnus Czekoladowy
- Jagiełło Magnus Wiśniowy
- Jagiełło Magnus Śliwkowy
- Jagiełło Magnus Żurawinowy
- Nałęczowskie Ciemne

## Nagrody i wyróżnienia
- 2008 Jagiełło Magnus – I miejsce w Konsumenckim Konkurs Piw Chmielaki Krasnostawskie 2008[2]
- 2008 Jagiełło Magnus – I miejsce w Otwartym Konkursie Piw XVI Jesiennego Spotkania Browarników w Krakowie[3]
- 2009 Jagiełło Magnus – Piwo Roku 2008 Bractwo Piwne